# Paul Gandoët
Paul Gandoët, né  Paul Louis Gandoët, le  2 février 1902 à Rochefort-sur-Mer et mort le 12 novembre 1995 à Vaux-sur-Mer, est un général de corps d'armée français, grand-croix de la Légion d'honneur et de l'ordre national du Mérite.
Il s'illustre particulièrement au cours de la Seconde Guerre mondiale, notamment comme chef de bataillon au sein du 4e régiment de tirailleurs tunisiens (4e RTT) lors de la bataille du Belvédère en Italie en janvier 1944 puis comme colonel, commandant le 151e régiment d'infanterie (151e RI) à la fin de la campagne d'Allemagne en avril 1945. Le président de la République 
Valéry Giscard d'Estaing lui remet la grand-croix de la Légion d’honneur en 1979, distinction que seuls deux autres généraux de recrutement interne ont reçue, les généraux Marcel Bigeard et Alain Le Ray.

## Biographie

### Famille
Paul Gandoët est le fils d’Adrien Gandoët, ingénieur en chef des constructions navales, et de Berthe Bernard. Il se marie avec Suzanne Challet. Il est père de deux 2 enfants, Pierre et Michel. 

### Occupation de la Rhénanie
Il s'engage dans l'armée en 1920 à l'âge de 18 ans. En 1921, il sert comme sergent au 64 régiment de tirailleurs marocains à Spire durant l'occupation de la Rhénanie après la Première Guerre mondiale puis en 1923, il intègre l'EMI de Saint-Maixent.  

### Guerre du Rif (1925-1926)
En 1925, il rejoint le 35 régiment de tirailleurs algériens (35e RTA) au Maroc et combat durant la Guerre du Rif pendant un an. 

### Campagne de Syrie (1926-1927)
En 1926, il participe aux opérations en Syrie durant la Grande révolte syrienne avec le 66e régiment de tirailleurs marocains (66e RTM).  

### En Afrique du Nord (1928-1940)
En 1928, il commande une compagnie du 7e régiment de tirailleurs algériens (7e RTA) à Ain-Beida puis revient comme instructeur pour 3 ans à Saint-Maixent. En 1934, il sert en Tunisie au 8e régiment de tirailleurs tunisiens (8e RTT) à Bizerte. Fin 1939, il est fait chevalier de la Légion d'honneur puis en 1940, il est affecté à Tunis à l'état-major de Commandement supérieur des troupes de Tunisie (CSTT) du général Georges Barré et organise le camouflage des matériels.

### Campagne de Tunisie (1942-1943)
En 1942,  nommé chef de bataillon, il reçoit le commandement de l'École de cadres de Salambo, puis participe à la campagne de Tunisie à partir de novembre 1942 au sein du 4e RTT.

### Campagne d'Italie (1943-1944)
A la fin de l'année 1943, il débarque en Italie au sein du Corps expéditionnaire français commandé par le général Alphonse Juin. A la tête du 3e bataillon du 4e RTT, il s'illustre lors de la bataille du Belvédère. Il est gravement blessé et évacué en Algérie.   

### Campagnes de France puis d'Allemagne (1944-1945)
Il est ensuite  affecté à l'état-major de la 1re armée du général Lattre de Tassigny et débarque en Provence en août 1944.  Il reçoit fin mars 1945, le commandement du 151e RI (régiment d'amalgame FTP/armée d'Afrique) rattaché à la 2e division d'infanterie marocaine (2e  DIM) avec lequel il franchit le Rhin et fait la campagne d'Allemagne.

### Commandement de l'École d'application de l'infanterie
Après la guerre, il devient directeur général de l'instruction à l'École spéciale militaire interarmes de Coëtquidan (1946-1948). Promu colonel en 1948, il prend ensuite le commandement de l'École d'application de l'infanterie de Saint-Maixent (1951-1954).

### Guerre d'Indochine (1954-1956)
En 1954, il est en mission en Indochine. Il est promu général de brigade en avril  et rentre en métropole en mars 1956.

### Guerre d'Algérie (1957-1960)
En juillet 1956, il est affecté en Allemagne et commande brièvement la prestigieuse 3e division d'infanterie algérienne (3e DIA)  mais en octobre 1957 il doit se rendre en Algérie ou il est désigné pour prendre le commandement de la 19e division d'infanterie à Sétif dans le Constantinois. Il est blessé à la jambe dans un attentat le 28 mai 1958 puis il est promu général de division en juillet.
En juin 1960, il reçoit le commandement de la 9e région militaire puis promu général de de corps d'armée en septembre.

### Dernières années
Il est versé dans la 2e section (cadre de réserve) en 1962.
Il est le fondateur en 1964 et le premier président (1964-1970) de l’Association nationale des anciens officiers d’active, l'Épaulette, association d'officiers issus de recrutements autres que Saint-Cyr (semi-direct des écoles de la gendarmerie, de l'armée de terre, des services communs et de l'armement, recrutés sur titres ou par concours, issus d'un recrutement interne ou provenant des officiers de réserve).
Il est élevé à la dignité de grand-croix de la Légion d'honneur en 1979 par le président Valéry Giscard d'Estaing.

## Hommages
- Il est le parrain de la 36° promotion de l'École militaire interarmes en 1998[23].
- un square porte son nom à Royan[23].

## Grades
- Sergent en 1920
- Sous-lieutenant en 1924
- Lieutenant en 1926
- Capitaine en 1933
- Chef de bataillon en 1942
- Colonel en 1948
- Général de brigade en 1955
- Général de division  en 1958
- Général de corps d'armée en 1960

## Décorations

### Françaises
- Grand-croix de la Légion d'honneur (1979)[24]
- Grand-croix de l'ordre national du Mérite[2]
- Croix de guerre 1939-1945 (3 citations)
- Croix de guerre des Théâtres d'opérations extérieurs (Maroc)  (3 citations)
- Croix de la Valeur militaire (Algérie)  (2 citations)
- Commandeur de l'ordre des Palmes académiques